# Hanne Hogness
Hanne Hogness (Trondheim, 16 de fevereiro de 1967) é uma ex-handebolista profissional norueguesa, medalhista olímpica.
Hanne Hogness fez parte da geração medalha de prata de Seul 1988 e Barcelona 1992.